# 電玩 (歌曲)
〈電玩〉是美國創作歌手拉娜·德雷於2011年10月7日發行的單曲，歌曲最初於6月29日網路發行，收錄於德雷同名迷你專輯和第二張錄音室專輯《向死而生》中。〈電玩〉由Robopop製作，拉娜·德雷與賈斯汀·帕克共同創作。

## 資料來源
1. ↑  Slater, Tom. . Spiked. 2014-06-19  [2014-12-09]. （原始内容存档于2018-01-11）.
2. ↑  . 博客來.   [2020-12-22]. （原始内容存档于2020-12-22） （中文）.